# Stardust (zespół muzyczny)
Stardust – francuski projekt muzyczny, który pod koniec lat 90. stworzyli Thomas Bangalter (członek zespołu Daft Punk), Benjamin Diamond i Alan Braxe (Alan Braxe & Fred Falke). Byli przypisani wówczas do tzw. french house.
W 1998 wydali debiutancki (i jedyny) singiel „Music Sounds Better with You”, który był utrzymany w stylu house. Sample wykorzystane w piosence pochodzą z pierwszych taktów piosenki Chaki Khan „Fate” z albumu pt. What Cha' Gonna Do for Me z 1981.

## Pozycje na listach przebojów
Singiel:
Music Sounds Better with You
- UK: 2 – 1998 – 26 tyg.[1],
- US: 62 – 1998 – 8 tyg.
- DE: 26 – 1998 – 17 tyg.
- CH: 7 – 20 września 1998 – 19 tyg.
- AT: 24 – 25 października 1998 – 10 tyg.